# أندراي أرلوفسكي
أندراي أرلوفسكي (بالإنجليزية: Andrei Arlovski) (4 فيفري 1979 - ) هو لاعب أمريكي محترف في الفنون القتالية المختلطة.